# Черміньяно
Черміньяно (італ. Cermignano) — муніципалітет в Італії, у регіоні Абруццо,  провінція Терамо.
Черміньяно розташоване на відстані близько 135 км на північний схід від Рима, 45 км на північний схід від Л'Аквіли, 12 км на південний схід від Терамо.
Населення — 1688 осіб (2014).
Щорічний фестиваль відбувається 31 грудня. Покровитель — San Silvestro.

## Демографія
Населення за роками:

Станом на 1 січня 2023 року в муніципалітеті офіційно проживало 60 іноземців з 16 країн, серед них 18 громадян країн Євросоюзу.

## Сусідні муніципалітети
- Бізенті
- Канцано
- Кастель-Кастанья
- Кастеллальто
- Челліно-Аттаназіо
- Пенна-Сант'Андреа
- Терамо